# Band der Einheit
Das Band der Einheit war eine Installation der Kulturprojekte Berlin, die vom Geschäftsführer der Gesellschaft Moritz van Dülmen konzipiert wurde. Sie war vom 1.–3. Oktober 2018 im Rahmen des Bürgerfests zum Tag der Deutschen Einheit in Berlin zu sehen. Das Band bestand aus aufgeklebten Bodenfolien mit den Namen aller 11.040 deutschen Städte und Gemeinden. Die Aufkleber waren den typisch gelben Ortstafeln nachempfunden. Mit einer Gesamtlänge von 2,5 Kilometern zogen sich die Schilder als Band vom Berliner Hauptbahnhof über den Platz der Republik und dem Brandenburger Tor vorbei bis zum Potsdamer Platz.